# Liste der Einträge im National Register of Historic Places im Cole County

Lage des Cole County in Missouri

Die Liste der Einträge im National Register of Historic Places im Cole County in Missouri führt die Bauwerke und historischen Stätten im Cole County auf, die in das National Register of Historic Places aufgenommen wurden.

## Legende
| NRHP | Historic Place    |
| HD   | Historic District |

## Aktuelle Einträge
| [ 3 ] | Name                                             | Bild                                             | Eintragsdatum                 | Lage | Ort            | Beschreibung                                   |
| ----- | ------------------------------------------------ | ------------------------------------------------ | ----------------------------- | --- | -------------- | ---------------------------------------------- |
| 1     | Lewis and Elizabeth Bolton House                 | Lewis and Elizabeth Bolton House                 | 1999 ID-Nr. 99001017          | 9514 MO W 38° 26′ 43″ N, 92° 9′ 58″ W | Jefferson City |                                                |
| 2     | Broadway-Dunklin Historic District               | Broadway-Dunklin Historic District               | 2002 ID-Nr. 02001300          | 600 Blk of Broadway, 200 und 300 Blks of West Dunklin Street 38° 34′ 30″ N, 92° 10′ 44″ W | Jefferson City |                                                |
| 3     | Nelson C. and Gertrude A. Burch House            | Nelson C. and Gertrude A. Burch House            | 2003 ID-Nr. 02001302          | 115 West Atchison Street 38° 34′ 15″ N, 92° 10′ 49″ W | Jefferson City |                                                |
| 4     | Oscar G. and Mary H. Burch House                 | Oscar G. and Mary H. Burch House                 | 2002 ID-Nr. 02001301          | 924 Jefferson Street 38° 34′ 14″ N, 92° 10′ 49″ W | Jefferson City |                                                |
| 5     | Capitol Avenue Historic District                 | Capitol Avenue Historic District                 | 2005 ID-Nr. 05001473          | Capitol Avenue zwischen Adams Street und Cherry Street 38° 34′ 23″ N, 92° 9′ 51″ W | Jefferson City |                                                |
| 6     | Cole County Courthouse and Jail-Sheriff's House  | Cole County Courthouse and Jail-Sheriff's House  | 1973 ID-Nr. 73001038          | Monroe Street Ecke East High Street 38° 34′ 30″ N, 92° 10′ 9″ W | Jefferson City |                                                |
| 7     | Cole County Historical Society Building          | Cole County Historical Society Building          | 1969 ID-Nr. 69000093          | 109 Madison Street 38° 34′ 38″ N, 92° 10′ 9″ W | Jefferson City |                                                |
| 8     | Dulle Farmstead Historic District                | Dulle Farmstead Historic District                | 1993 ID-Nr. 93001468          | 1101 Highway 54 West 38° 31′ 25″ N, 92° 13′ 7″ W | Jefferson City |                                                |
| 9     | East End Drugs                                   | East End Drugs                                   | 2003 ID-Nr. 03000794          | 630 East High Street 38° 34′ 18″ N, 92° 9′ 52″ W | Jefferson City |                                                |
| 10    | Gay Archeological Site                           |                                                  | 1971 ID-Nr. 71000466          | Adresse nicht veröffentlicht | Osage City     |                                                |
| 11    | H.E. Gensky Grocery Store Building               | H.E. Gensky Grocery Store Building               | 2001 ID-Nr. 01000628          | 423 Cherry Street 38° 34′ 7″ N, 92° 9′ 54″ W | Jefferson City |                                                |
| 12    | Claud D. Grove and Berenice Sinclair Grove House | Claud D. Grove and Berenice Sinclair Grove House | 2002 ID-Nr. 02001310          | 505 East State Street 38° 34′ 31″ N, 92° 9′ 51″ W | Jefferson City |                                                |
| 13    | Herman Haar House                                | Herman Haar House                                | 1997 ID-Nr. 97000398          | 110 Bolivar Street 38° 35′ 2″ N, 92° 10′ 43″ W | Jefferson City |                                                |
| 14    | Philip Hess House                                | Philip Hess House                                | 2002 ID-Nr. 02001304          | 714 Washington Street 38° 34′ 23″ N, 92° 10′ 45″ W | Jefferson City |                                                |
| 15    | Ivy Terrace                                      | Ivy Terrace                                      | 1990 ID-Nr. 90000426          | 500 East Capitol Avenue 38° 34′ 26″ N, 92° 9′ 57″ W | Jefferson City |                                                |
| 16    | Jefferson City Community Center                  | Jefferson City Community Center                  | 1992 ID-Nr. 92000503          | 608 East Dunklin Street 38° 34′ 4″ N, 92° 10′ 12″ W | Jefferson City |                                                |
| 17    | Jefferson City National Cemetery                 | Jefferson City National Cemetery                 | 1998 ID-Nr. 92000503          | 1024 East McCarty Street 38° 34′ 6″ N, 92° 9′ 42″ W | Jefferson City |                                                |
| 18    | Jefferson Female Seminary                        | Jefferson Female Seminary                        | 2000 ID-Nr. 00000087          | 416 und 420 East State Street 38° 34′ 32″ N, 92° 9′ 56″ W | Jefferson City |                                                |
| 19    | Kaullen Mercantile Company                       | Kaullen Mercantile Company                       | 2002 ID-Nr. 02001402          | 900 und 902 East High Street 38° 34′ 9″ N, 92° 9′ 43″ W | Jefferson City |                                                |
| 20    | Lansdown-Higgins House                           |                                                  | 1999 ID-Nr. 99001311          | 5240 Tanner Bridge Road 38° 30′ 23″ N, 92° 12′ 19″ W | Jefferson City |                                                |
| 21    | Lincoln Univ. Hilltop Campus Historic District   | Lincoln Univ. Hilltop Campus Historic District   | 1983 ID-Nr. 83000978          | 820 Chestnut Street 38° 33′ 51″ N, 92° 10′ 9″ W | Jefferson City | Erweitert im Jahr 2002                         |
| 22    | Lohman's Landing Building                        | Lohman's Landing Building                        | 25. Feb. 1969 ID-Nr. 69000094 | Jefferson Street Ecke Water Street 38° 34′ 39″ N, 92° 10′ 14″ W | Jefferson City | Teil des Jefferson Landing State Historic Site |
| 23    | Missouri Governor's Mansion                      | Missouri Governor's Mansion                      | 1969 ID-Nr. 69000095          | 100 Madison Street 38° 34′ 41″ N, 92° 10′ 12″ W | Jefferson City |                                                |
| 24    | Missouri State Capitol Building and Grounds      | Missouri State Capitol Building and Grounds      | 1969 ID-Nr. 69000096          | High Street zwischen Broadway und Jefferson Street 38° 34′ 44″ N, 92° 10′ 23″ W | Jefferson City |                                                |
| 25    | Missouri State Capitol Historic District         | Missouri State Capitol Historic District         | 1976 ID-Nr. 76001109          | Abgegrenzt durch Adams Street, McCarthy Street, Mulberry Street und den Missouri River; ein zweiter Teil befindet sich zwischen 200 block of West McCarty Street und 406-408 Washington Street 38° 34′ 39″ N, 92° 10′ 16″ W | Jefferson City | Um den zweiten Teil im Jahr 2002 erweitert     |
| 26    | Missouri State Penitentiary Warden's House       | Missouri State Penitentiary Warden's House       | 1991 ID-Nr. 91001518          | 700 East Capitol Avenue 38° 34′ 20″ N, 92° 9′ 47″ W | Jefferson City |                                                |
| 27    | Moreau Park Historic District                    | Moreau Park Historic District                    | 2009 ID-Nr. 09000786          | 3714 Old Wardsville Road 38° 31′ 45,8″ N, 92° 9′ 51,6″ W | Jefferson City |                                                |
| 28    | Munichburg Commercial Historic District          | Munichburg Commercial Historic District          | 2009 ID-Nr. 09000477          | 114-130 East Dunklin Street, 610 und 620 Madison Street, 704 Madison Street 38° 34′ 19,2″ N, 92° 10′ 33,3″ W | Jefferson City |                                                |
| 29    | Lester S. and Missouri "Zue" Gordon Parker House | Lester S. and Missouri "Zue" Gordon Parker House | 2000 ID-Nr. 00000690          | 624 East Capitol Avenue 38° 34′ 21″ N, 92° 9′ 49″ W | Jefferson City |                                                |
| 30    | Dr. Joseph P. and Effie Porth House              | Dr. Joseph P. and Effie Porth House              | 2001 ID-Nr. 01000009          | 631 West Main Street 38° 35′ 0″ N, 92° 10′ 43″ W | Jefferson City |                                                |
| 31    | John B. and Elizabeth Ruthven House              | John B. and Elizabeth Ruthven House              | 2000 ID-Nr. 00000537          | 406 Cherry Street 38° 34′ 9″ N, 92° 9′ 55″ W | Jefferson City |                                                |
| 32    | Charles J. and Clara B. Schmidt House            | Charles J. and Clara B. Schmidt House            | 2003 ID-Nr. 02001303          | 215 West Atchison Street 38° 34′ 19″ N, 92° 10′ 53″ W | Jefferson City |                                                |
| 33    | John M. and Lillian Sommerer House               | John M. and Lillian Sommerer House               | 2007 ID-Nr. 07000548          | 2023 West Main Street 38° 35′ 26,8″ N, 92° 12′ 12,7″ W | Jefferson City |                                                |
| 34    | Hugh and Bessie Stephens House                   | Hugh and Bessie Stephens House                   | 2009 ID-Nr. 09000301          | 601 Jackson Street 38° 34′ 13,4″ N, 92° 10′ 14,3″ W | Jefferson City |                                                |
| 35    | Tergin Apartment Building                        | Tergin Apartment Building                        | 1999 ID-Nr. 99000475          | 201 West McCarty Street 38° 34′ 37″ N, 92° 10′ 31″ W | Jefferson City |                                                |
| 36    | Albert and Wilhelmina Thomas House               | Albert and Wilhelmina Thomas House               | 2002 ID-Nr. 02001305          | 224 West Elm Street 38° 34′ 33″ N, 92° 10′ 40″ W | Jefferson City |                                                |
| 37    | Villa Panorama                                   | Villa Panorama                                   | 1985 ID-Nr. 85000031          | 1310 Swifts Highway 38° 34′ 9″ N, 92° 11′ 32″ W | Jefferson City |                                                |
| 38    | Joseph and Elizabeth Wallendorf House            | Joseph and Elizabeth Wallendorf House            | 2008 ID-Nr. 08000253          | 701 South Country Club Drive 38° 34′ 41,1″ N, 92° 15′ 50,6″ W | Jefferson City |                                                |
| 39    | Zion Lutheran Church                             | Zion Lutheran Church                             | 2000 ID-Nr. 00001374          | 2346 Zion Road 38° 32′ 10″ N, 92° 15′ 11″ W | Jefferson City |                                                |
| 40    | William E. and Frederica M. Zuendt House         | William E. and Frederica M. Zuendt House         | 2002 ID-Nr. 02001306          | 920 Jefferson Street 38° 34′ 15″ N, 92° 10′ 48″ W | Jefferson City |                                                |